# Skarbiec beja Tunisu (obraz Stanisława Masłowskiego)
Skarbiec beja Tunisu w Dar el-Bei – obraz - akwarela, o wymiarach 101 x 69 cm, polskiego malarza Stanisława Masłowskiego (1853–1926) z 1912 roku, sygnowana po prawej u dołu: "TUNIS | ST. MASŁOWSKI. 912", znajdująca się (2022) w zbiorach Muzeum Narodowego w Warszawie - nr inwent.: 127915 MNW. Obraz w rejestrze zbiorów Muzeum Narodowego w Warszawie występuje pod nazwą "Dawny skarbiec beja Tunisu w Dar el-Bei w Bardo"

## Opis
Obraz malowany techniką akwarelową, o wymiarach: 101 x 69 cm sygnowany u dołu po prawej: "TUNIS | ST. MASŁOWSKI. 912". Jest to Scena rodzajowa - powstała  podczas pobytu artysty w Tunisie w 1912 roku. 
Przedmiotem obrazu jest fragment wnętrza skarbca beja Tunisu. Na wprost, w głębi, widoczna jest wnęka, zakończona płaszczyzną ściany ozdobionej wielobarwnymi tkaninami dekoracyjnymi (lub za pomocą polichromii imitujących tkaniny - ?) - ściany zwieńczonej jakby ozdobnym gzymsem. Jest to wnęka sklepiona okrągłym łukiem, poniżej którego widoczne są trzy witraże zaznaczone drobnymi różnokolorowymi plamkami.
Na wprost, pod sklepieniem - widać ustawioną na podłodze, metalicznie połyskującą szkatułę na bogato dekorowanym postumencie.
Poniżej łuku sklepienia, na tle witraży we wnęce, zaznaczony jest wypełniony świecami żyrandol.
W prawym narożniku wnętrza widać pochylone drzewce ze sztandarem. Prawa część obrazu - to biegnąca w głąb ściana - zdobiona wielobarwnymi, orientalnymi tkaninami dekoracyjnymi (kilimami?), na tle której widoczna jest figura uzbrojonego strażnika ze wzrokiem skierowanym w stronę widza.
W górnej części obrazu dominują barwy ciepłe - kremowe i czerwień przechodząca w jasny brąz (wnęka). W dekoracjach ściennych kontrastują odcienie ciepłe jasno-żółtawe i czerwone - z chłodniejszymi, jasno-niebieskimi (pas wzdłuż gzymsu i dolna partia).
Podobne kontrasty koloru i waloru (jasny kaftan o ciepłym zabarwieniu - ciemniejsze zabarwienie naskórka i niebieski rękaw koszuli) - widoczne są w ubiorze strażnika, a także na płaszczyźnie podłogi pokrytej wielobarwnym  chodnikiem.

## Dane uzupełniające
Obraz powstał w pierwszej ćwierci XX stulecia, jako dzieło niemal sześćdziesięcioletniego artysty - w latach jego dojrzałej twórczości, w okresie jej rozkwitu przed I wojną światową. Bogaty plon twórczości Masłowskiego z 1912 roku wyraża się liczbą "14 wielkich akwarel z Tunisu i Taorminy"[...]
Okoliczności powstania obrazu charakteryzują listy malarza z Tunisu do żony  i syna. Do żony w maju 1912 pisał: "Tunis 25 V 1912 [...] Mieszkam w środku miasta na granicy dwóch dzielnic, europejskiej i arabskiej. Zaraz w pobliżu mam przepyszną aleję Avenue de France, w cztery rzędy palmy, mimozy i inne, asfaltowaną. Zwiedzałem rezydencję beja Tunisu, pałac Bardo i muzeum starorzymskie przebogate[...]. Do syna na początku czerwca pisał: [...]"Tunis, 3 VI 1912 [...] Jestem zdrów i od rana od 8 wyruszam tramwajem do Bardo. Pozwolenie malowania tam w ogrodzie i pałacu beja otrzymałem i chodzę tam jak po własnym mieszkaniu"[...]
Formę twórczości artysty, z plenerów 1912 roku, charakteryzował Tadeusz Dobrowolski w następujących słowach: [...]"W r. 1912 tworzył przy pomocy podobnej faktury malarskiej"[...] - to jest [...]"drobnych, wirujących plamek [...] - widoki z Tunisu, odtwarzając egzotyczne zaułki, ogrody, kawiarnie i fragmenty pałacu beja Tunisu.[...]
Obiekt był eksponowany między innymi na wystawie:
"Orientalizm w malarstwie, rysunku i grafice w XIX i 1. połowie XX wieku w Polsce", w Muzeum Narodowym w Szczecinie od 2009-01-30 do 2009-04-24
Obraz był reprodukowany w formie ilustracji w latach 1906 i 1912 w:
- Tygodnik Illustrowany, 1906, nr 25, ilustracja na s. 483[8]
- Tygodnik Illustrowany, 1912, nr 2, s.815[9]

## Literatura
- Stanisław Masłowski - Materiały do życiorysu i twórczości, oprac. Maciej Masłowski", Wrocław, 1957, wyd. "Ossolineum".
- Tadeusz Dobrowolski: Nowoczesne malarstwo polskie, t. II, Wrocław-Kraków, 1960, wyd. „Ossolineum”, s.272.
- Masłowski Stanisław (1853-1926) - hasło w: Polski Słownik Biograficzny, Wrocław - Warszawa - Kraków - Gdańsk, 1975, wyd. "Ossolineum", tom XX/1, zesz.84, s.130.
- Stanisław Masłowski - Akwarele - 12 reprodukcji barwnych", Warszawa 1956, ze wstępem Macieja Masłowskiego, wyd. "Sztuka".
- Ludwik Grajewski: Bibliografia ilustracji w czasopismach polskich XIX i pocz. XX w. (do 1918 r.), Warszawa 1972, Państwowe Wydawnictwo Naukowe, s.171
- Orientalizm w malarstwie, rysunku i grafice w XIX i 1. połowie XX wieku w Polsce, katalog wystawy MNW, Warszawa 2008, s. 283
- Tygodnik Illustrowany, 1906, nr 25, ilustracja na s. 483
- Tygodnik Illustrowany, 1912, nr 2, s.815
- Katalog cyfrowy online Muzeum Narodowego w Warszawie - https://cyfrowe.mnw.art.pl/pl/katalog/765747 (dostęp:pon, 15 wrz 2022)